# Marcel Kerševan
Marcel Kerševan, slovenski lazarist in misijonar, * 1. junij 1907, Trst, † 4. junij 1994, Gorica.
Rodil se je v družini malega posestnika. V rojstnem kraju je končal slovensko osnovno šolo. Do pomladi 1929, ko je v Ljubljani vstopil k lazaristom, je pomagal doma pri obdelovanju zemlje. Kot redovni brat je bil nameščen  v novi Misijonski tiskarni lazaristov v Grobljah pri Domžalah. Tam je ostal do septembra 1933, ko  je odšel v Belgijo in od tam dva meseca pozneje v misijone v Belgijski Kongo (sedaj Demokratična republika Kongo, vmes Zaire). V misijonih se je uveljavil kot stavbenik pri gradnji številnih misijonarskih objektov ob ustanavljanju novih misijonov. V prvih letih, ki jih je preživel v Afriki je objavil več člankov v listu Katoliški misijon.  Pokopan je v Trstu, tako kot njegov brat Karel Kerševan.